# AMX-56 Leclerc
L'AMX Leclerc és el tanc principal (MBT) de l'exèrcit francès, construït pel consorci d'armament públic Nexter. El Leclerc va rebre el seu nom en honor de Philippe Leclerc de Hauteclocque, un destacat militar francès que va liderar la marxa sobre París al comandament de la 2a Divisió Blindada (2 ème DB) durant la Segona Guerra Mundial.
El Leclerc està en servei a l'Exèrcit francès i a l'exèrcit dels Emirats Àrabs Units. Va començar a produir-se l'any 1991, i va entrar en servei actiu a França el 1992, reemplaçant al venerable AMX-30 com a tanc principal. L'exèrcit francès en té un total de 426 unitats, i els Emirats Àrabs Units un total de 436.

## Història
A començaments dels anys 70, l'AMX-30 s'estava quedant obsolet i, el 1977, l'Exèrcit de França va fer un esborrany de requisits per a un nou tanc, anomenat "EPC" (Engin Principal de Combat). Es va estudiar l'adquisició de material estranger, com l'M1 Abrams, el Leopard 2 o el Merkava, però finalment es va rebutjar la idea. Un programa conjunt amb Alemanya, basat en el Leopard 2, es va descartar el 1979 i es van iniciar els estudis per dur a terme un projecte nacional.
En contrast amb la majoria dels programes occidentals, es va posar més èmfasi en la protecció actives que en les passives per limitar la massa total del vehicle. Es va prestar especial atenció a la mobilitat -per evitar el foc enemic- i al control de tir del blindat.

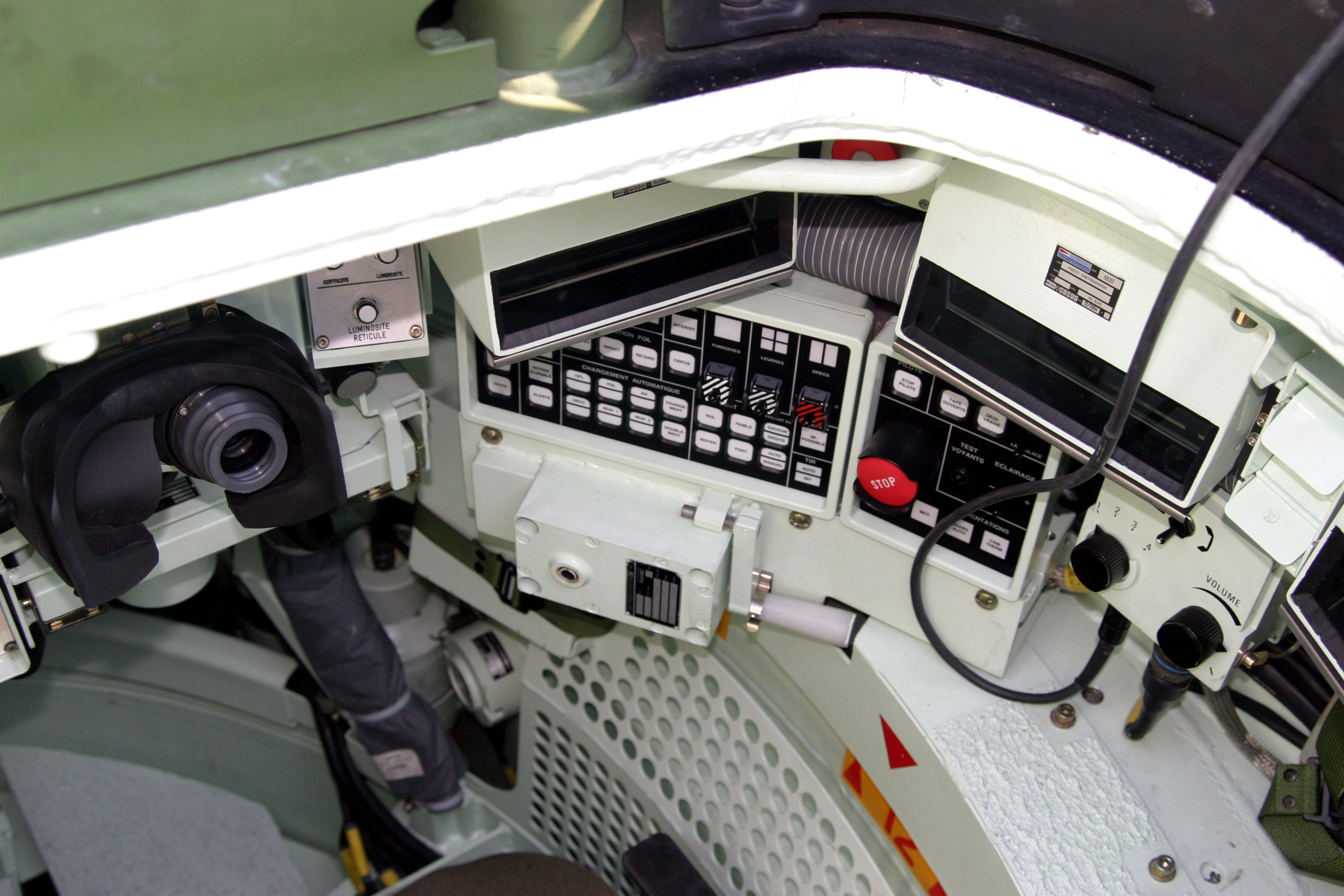
Posició de l'artiller, mirant-lo des de dalt de l'escotilla del sostre de la torreta.

L'associació amb un estat estranger tenia com a finalitat limitar el cost unitari. Aquest objectiu es va aconseguir quan els Emirats Àrabs Units van encarregar 436 vehicles, que es van afegir a les 426 unitats ja previstes per l'exèrcit francès.
El projecte va començar el 1986 sota el nom de "Leclerc" amb la ràpida construcció de sis prototips. La producció en massa va començar l'any 1990 amb un primer lot de quatre unitats, utilitzats principalment per a proves comparatives amb països estrangers. A les 17 unitats dels lots 2 i 3, amb millores a la torreta i al blindatge del casc, se'ls van diagnosticar problemes al motor i a la suspensió i van ser ràpidament retirades.
Els lots 4 i 5 van ser muntats satisfactòriament, els problemes recurrents en la planta motriu foren eliminats i van entrar en servei. Avui en dia encara continuen en servei, després d'haver estat modernitzats a finals dels anys 90.
La segona sèrie, a la qual es va afegir un sistema de climatització a la part posterior dreta de la torreta, va començar amb el lot 6. Al lot 7 es va introduir un sistema de transmissió per als vehicles de comandament i un sistema de dades proporcionant visió instantània de l'estat de tots els tancs i blancs adquirits; també va incorporar millores menors al visor. Al lot 8 es va modernitzar el sistema electrònic i al 9 es va reemplaçar el visor amb un sistema iris SAGEM amb càmera tèrmica, que permet l'adquisició d'objectius a un abast major.
Tots els lots anteriors al 9 serien modernitzats als mateixos estàndards a partir del 2005. L'any 2004 es va presentar el lot 10, que incorporava nous sistemes d'informació que permetien compartir la informació de la disposició de les unitats enemigues i amigues a tots els vehicles, i un nou blindatge. Aquest és l'inici de les 96 unitats de la tercera sèrie. El 2007, ja estaven operatius 355 tancs, 320 d'ells assignats a quatre regiments, format cada un d'ells per 80 Leclerc.
Els quatre regiments són:
- 1er-11e Régiment de Cuirassiers (1r-11è regiment de cuirassers) ubicat a Carnoux-en-Provence, part de la 3a Brigada Mecanitzada.
- 6e-12e Régiment de Cuirassiers (6è-12è regiment de cuirassers) ubicat a prop d'Orleans, part de la 2a Brigada Cuirassada.
- 1er-2e Régiment de Chasseurs (1r-2n regiment de caçadors) ubicat a prop de Verdun, part de la 7a Brigada Cuirassada.
- 501e-50e Régiment de Chars de Combat (501è-503è regiment de tancs) ubicat a Mourmelon-le-Grand, 1a Brigada Mecanitzada.

## Característiques

### Armament

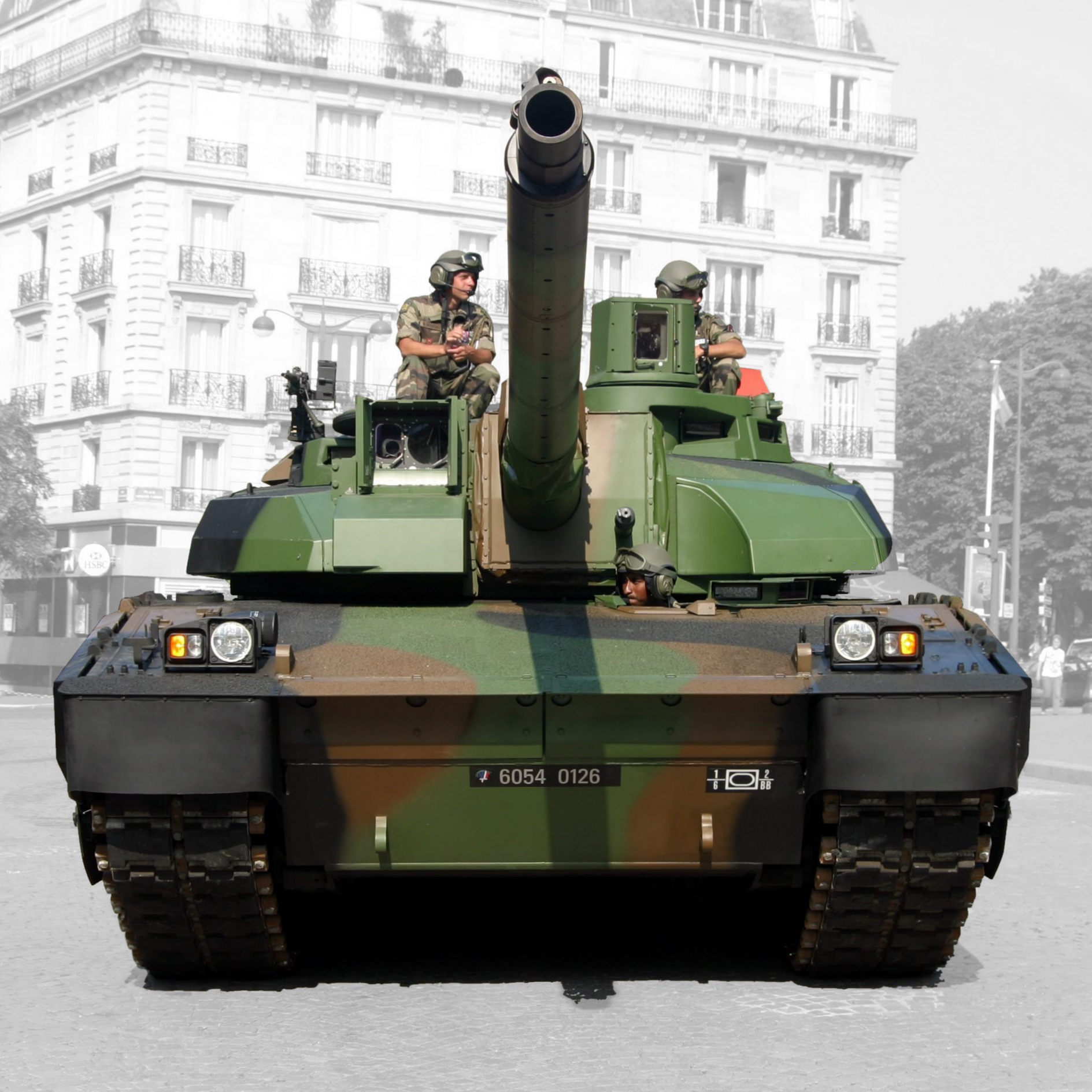
S'observa al comandant a la dreta de la fotografia i el lloc de l'artiller en la part esquerra.

El Leclerc està equipat amb un canó GIAT CN120-26 120 mm de ánima llisa. Teòricament aquest canó pot disparar munició OTAN estàndard de 120 mm, com el Leopard 2 alemany i el M1 Abrams nord-americà, però a la pràctica només s'utilitza munició específica produïda a França. El canó està aïllat amb una funda tèrmica i té un sistema d'extracció de fums automàtic d'aire comprimit en comptes del cilindre d'extracció de fums habitual. El Leclerc té un sistema de càrrega automàtica únic que va ser específicament dissenyat per a ell i que permet reduir la tripulació a tres membres, suprimint el lloc del carregador. La torreta del Leclerc va ser dissenyada al voltant del sistema d'autocarrega per evitar els problemes comuns per a altres tancs amb autocarrega.
L'autocarregador del Leclerc permet una cadència de foc de 12 trets per minut i manté 22 projectils preparats. Pot emmagatzemar fins a cinc tipus diferents de munició alhora encara que, com la majoria de sistemes d'autocarrega, no pot canviar de tipus de munició una vegada que el projectil ha estat carregat. Els tipus més comuns són el perforant subcalibrat estabilitzat per aletes (APFSDS) amb nucli de tungstè i el projectil anticarro d'alt explosiu HEAT. Hi ha uns altres 18 projectils disponibles per recarregar. Un tanc Leclerc pot disparar mentre es desplaça a una velocitat de 50 km/h a un objectiu a 4 km de distància. El canó té 52 calibres de longitud en lloc de -com en la majoria dels tancs de la generació del Leclerc- 44, donant als projectils una major velocitat de sortida. Els tancs d'última generació alemanys i britànics tenen canons del calibre 55, encara més potents, i els nord-americans utilitzen projectils perforants d'urani empobrit avançats per compensar els seus canons més curts.

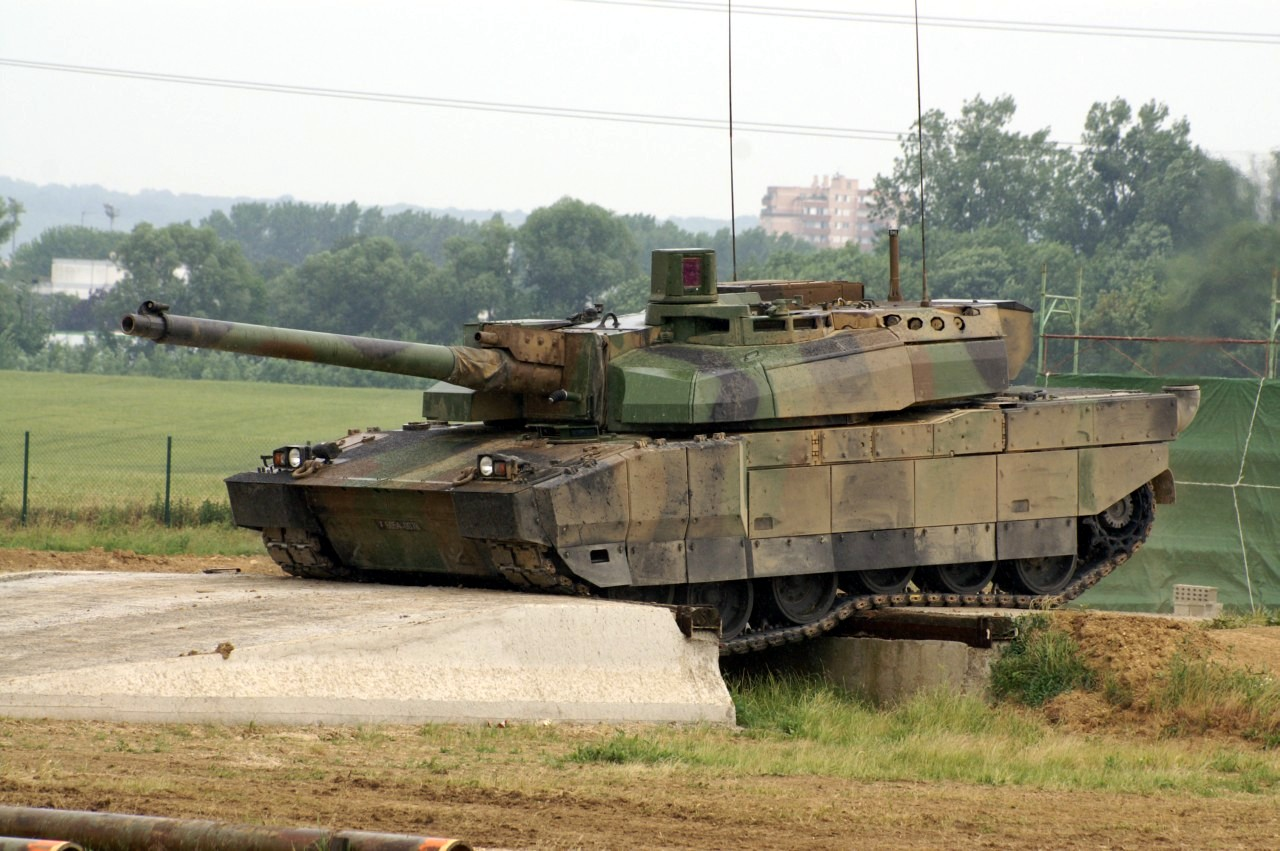
Un Leclerc creuant una trinxera.

El Leclerc també està equipat amb una metralladora coaxial de 12.7 mm i una metralladora antiaèria per control remot de 7.62 mm, mentre que molts altres tancs de l'OTAN utilitzen el calibre 7.62 mm per a ambdues. La major excepció és el M1 Abrams nord-americà, que té una metralladora coaxial de 7.62 mm i dues metralladores muntades en la part superior, una de 7.62 mm i una altra de 12.7 mm.

### Protecció
El Leclerc té el sistema de protecció de vehicles de combat Galix de GIAT, que dispara diversos tipus de granades de fum i cartutxos de projecció infraroja, així com granades|magranes antipersona.
El casc i el canó són compostos d'acer soldat acoblat amb un blindatge modular, que pot ser reemplaçat fàcilment per reparar-lo o actualitzar-lo en el futur. L'exèrcit francès va rebutjar el blindatge Chobham a finals dels anys 1970, ja que estava massa especialitzat en la seva optimització per neutralitzar armes de càrrega buida i per tant, van optar per desenvolupar un sistema de blindatge perforat d'acer, comparable al que hi havia en els primers Leopard 2. Quan el Leclerc va ser introduït a començaments dels anys 1990 això se seguia fonament de dret adequat, a causa de la major espessor dels seus mòduls comparada amb el blindatge d'altres tancs occidentals moderns, fet possible -per a un pes limitat- a causa del disseny compacte del conjunt del tanc. Tanmateix, durant els anys 1990 els estàndards per a la protecció del blindatge dels tancs es van fer més exigents, com va exemplificar el seu principal rival al mercat de l'exportació, el Leopard 2A5 alemany, que va ser equipat amb un sistema de blindatge espaiat addicional. Per tot això es va decidir seguir la tendència marcada per alemanys (Leopard 2A4) i britànics (Challenger 2), que aplicaven un sistema de titani-tungstè, aplicant-lo al seu torn al Leclerc en 2001, al lot 10.
L'espai interior es va omplir amb blindatge reactiu no explosiu (NERA).

### Control de tir i observació
El Leclerc disposa d'un sistema de gestió de combat FINDERS i d'un sistema de comunicació digital ICONE TIS que integra dades d'altres carros i esglaons de comandament superiors.

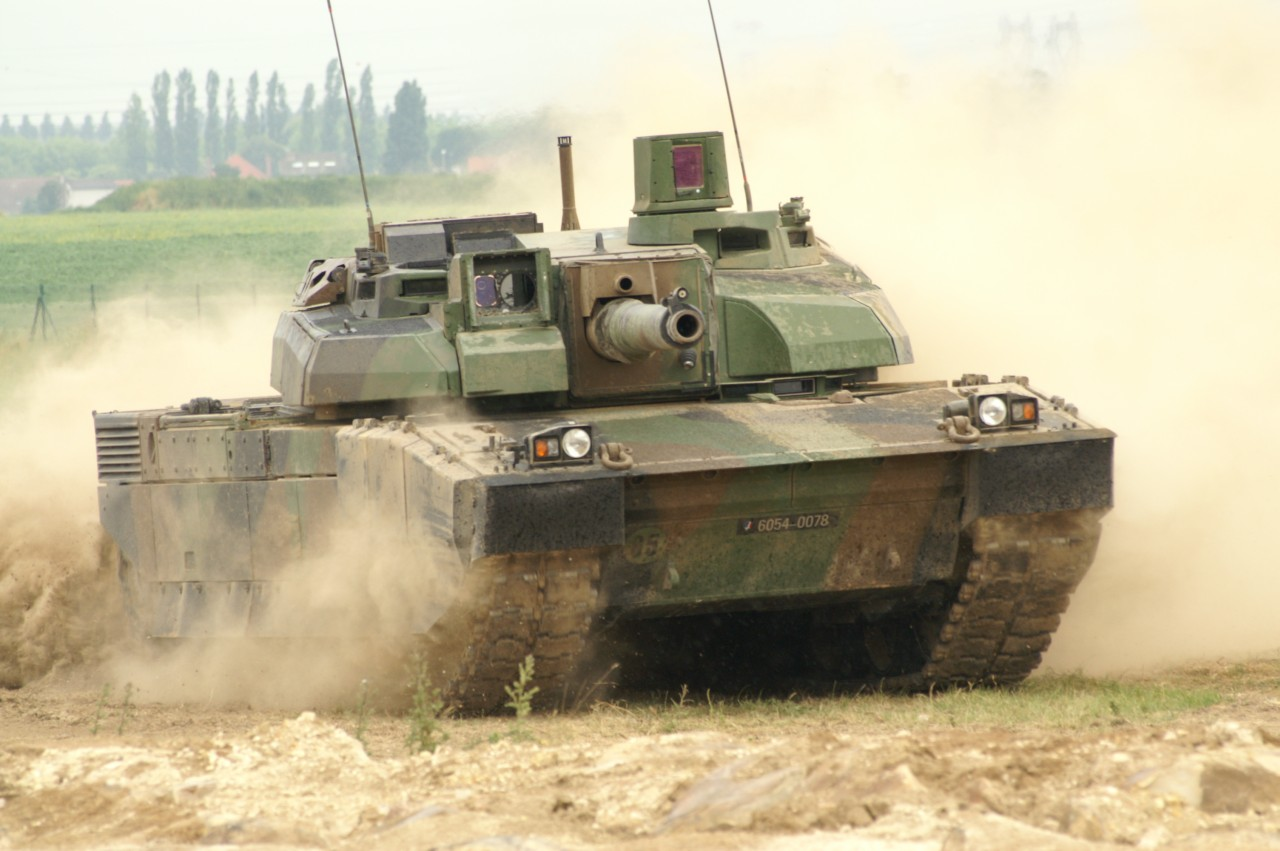
Un AMX-56 Leclerc en moviment.

El sistema de control de tir digital del Leclerc pot ser operat independentment tant per l'artiller com pel comandant, i ofereix representacions integrades a temps real de tots els sensors i visors, incloent la mira estabilitzada SAVAN 20, desenvolupada per SAGEM, i el sistema de visió OB-60 diürn/nocturn per al conductor, de Thales Optrosys. El sistema pueded adquirir sis blancs simultàniament i és molt similar al desenvolupat per la mateixa companyia per al tanc britànic Challenger 2.

### Propulsió
El Leclerc té un motor dièsel hiperbàric de vuit cilindres i 1.500 cavalls Wärtsilä (antigament SACM) V8X-1500 i transmissió automàtica SESM ESM 500, amb cinc velocitats cap endavant i dos cap enrere. La velocitat màxima oficial és de 72 km/h en carretera i 55 km/h camp a través, encara que s'ha constatat que és capaç de superar els 80 km/h en carretera. L'abast màxim és de 550 km, ampliable a 650 amb tancs externs. El sistema hiperbàric integra una turbina de gas Turbomeca TM 307 B al motor, que actua tant com turbocompressor i com unitat d'energia auxiliar (APU en anglès), proporcionant potència auxiliar a tots els sistemes quan el motor principal és apagat.
Amb un pes en combat de 56 t, el Leclerc és un dels MBTs més lleugers del món, això li proporciona una de les millors relacions potència/pes dels tancs occidentals (27 cv/t) i ho fa uns dels més ràpids de la seva generació (accelera de 0 a 32 km/h en 5 s).
El tub d'escapament, situat enrere a l'esquerra, és refrigerat per reduir les empremtes tèrmiques del tanc. La transmissió és de tipus hidromecànic, amb cinc velocitats cap endavant i dos cap enrere. Els dipòsits tenen una capacitat de 1.300 L i actuen com a protecció addicional; se li pot afegir dos dipòsits externs de 200 L en la part posterior de la torre, però han de ser rebutjats abans d'entrar en combat perquè limiten la rotació de la torre.
La caixa de canvis està equipada amb un fre hidrocinètic que pot descelerar el Leclerc a de 7 m/s² (0.7 g), el que pot ser molt útil en l'últim moment abans de rebre un impacte. La dotació ha d'estar assegurada amb els seus cinturons per poder usar aquest sistema.

## Ús en combat
El primer Leclerc va ser lliurat el 1992, massa tard per a la Guerra del Golf de 1991, i no ha estat usat encara en una guerra a gran escala.
Quinze unitats han estat desplegades en Kosovo dins del marc de les operacions de pau de l'ONU, on els oficials francesos van considerar com a satisfactori el seu rendiment. Així mateix tretze unitats del Leclerc estan desplegats al sud del Líban en missió de pau amb la Força Provisional de Nacions Unides al Líban (UNIFIL en anglès).

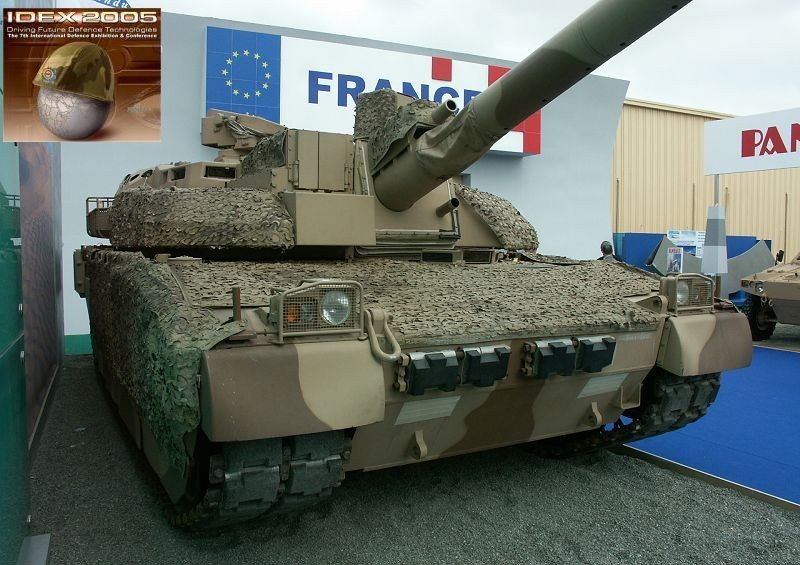
Versió del Leclerc usat per les forces armades dels Emirats Àrabs Units.

## Variants
- Leclerc AZUR:Action a Zone Urbaine; amb millors prestacions per combatre en terreny urbà).
- Leclerc EPG: Engin Principal du Génie; vehicle principal d'enginyers.
- Leclerc DNG: Dépanneur Nouvelle Génération; vehicle de reparacions.
- Leclerc MARS: Moyen Adapté de Remorquage Spécifique; vehicle de recuperació.
- Leclerc EAU: versió tropicalitzada dels Emirats Àrabs Units; està equipat amb:
  - EuroPowerPack amb el motor dièsel de 1.100 kW MTU 883. Els Emirats Àrabs Units tenen participació en la companyia que els construeix (MTU) i van preferir un motor propi. Aquest motor és més fiable que el francès UDV 8 X (1.500 HP), encara que té lleugers problemes amb l'embragatge.
  - Unitat de potència auxiliar externa
  - Metralladora de 7.62 mm accionada per control remot
  - Funció de conducció i gir de torre completament automatitzats, per usar per tripulacions que hagin rebut només l'entrenament bàsic.
  - Aire condicionat generat mecànicament, per refrigerar el tanc sense emprar corrent elèctric, l'ús del qual podria revelar la posició del carro.

## Usuaris
: 406 tancs + 20 carros de recuperació.

: 388 tancs + 46 carros de recuperació + 2 blindats d'entrenament.

### Tancs similars
- C1 Ariete
- Challenger 2
- Leopard 2
- M1 Abrams
- Merkava
- T-90
- Tipus 99